# Mistichthys luzonensis
Mistichthys luzonensis је зракоперка из реда Perciformes и фамилије Gobiidae. 

## Угроженост
Ова врста је на нижем степену опасности од изумирања, и сматра се скоро угроженим таксоном.

## Распрострањење
Филипини су једино познато природно станиште врсте.

## Станиште
Станиште врсте су слатководна подручја.